# Kreidler
Kreidler var en tysk producent af små motorcykler og knallerter. Firmaet havde hovedsæde i Kornwestheim mellem Ludwigsburg og Stuttgart. Firmaet blev grundlagt i 1903 som "Kreidlers Metall- und Drahtwerke" af Anton Kreidler. Produktionen af motorcykler begyndte i 1951. I 1959 var en tredjedel af alle tyske mortorcykler af mærket Kreidler. Kreidler opnåede endvidere stor succes indenfor motorsport i 1970'erne.
I Danmark var Kreidler primært kendt for deres knallerter, der var noget dyrere end tilsvarende konkurrenter fra Puch og fra japanske producenter Suzuki og Yamaha.

## Ungdomskultur i 70'erne
Indbegrebet af frihed i ungdomskulturen i Danmark i 70'erne manifesterede sig blandt andet via populariteten af knallerten. Fænomenet er detaljeret beskrevet i bogen "Overhaling i 3.gear".
Kreidler havde i den forbindelse en helt speciel kult, da den bremse- og affjedringsmæssigt var bygget som en motorcykel. Det var en yndet sport at tune sin Kreidler samt forskønne den ved at forkrome enkelte dele. Den tilladte maksimal hastighed var 30km i timen. Såkaldte tuningssæt kunne købes frit i handelen både i 50cc og 70cc og kunne ændre motorens ydeevne fra 1hk til 6.5hk eller mere. Det var naturligvis ulovligt at tune sin knallert og politiet gjorde i perioden deres bedste for at dæmpe lysten til at køre for stærkt ved regelmæssigt at stoppe knallerter for at tjekke om de var gearede, hakkede eller borede. På grund af de mange alvorlige ulykker knallerter var involveret i, blev aldersgrænsen hævet fra 15 til 16 år.

## Kreidler fabrikken konkurs
Firmaet Kreidler ophørte imidlertid i 1982. Rettighederne til varemærket Kreidler blev solgt til forretningsmanden Rudolf Scheidt, der lod den italienske producent Garelli Motorcycles fremstille knallerter under Kreidler navnet frem til 1988. Herefter blev retten til Kreidler-navnet overtaget af cykelproducenten Prophete.

## Kreidler i motorsport
Kreidler var aktiv i Grand Prix motorcykelløb, hvor mærket vandt otte VM-titler i 50 cc-klassen:
- 1971 Jan de Vries
- 1973 Jan de Vries
- 1974 Henk van Kessel
- 1975 Ángel Nieto
- 1979 Eugenio Lazzarini
- 1980 Eugenio Lazzarini
- 1982 Stefan Dörflinger
- 1983 Stefan Dörflinger

## Gallery
- Jan de Vries' Van Veen Racing Kreidler (1971)
- "Kreidler Racing Florett" (1963)
- "Kreidler Van Veen GP" (1977)
- "Kreidler Zigarre" (50 cm³, record: 210.634 km/h 23 October 1965, Utah, USA)